# Ключборски окръг
Ключборски окръг (на полски: Powiat kluczborski) е окръг в Южна Полша, Ополско войводство. Заема площ от 851,91 км2. Административен център е град Ключборк.

## География
Окръгът се намира в историческата област Горна Силезия. Разположен е в северната част на войводството.

## Население
Населението на окръга възлиза на 67 845 души (2012 г.). Гъстотата е 80 души/км2.

## Административно деление
Административно окръгът е разделен на 4 общини.
Градско-селски общини:
- Община Бичина
- Община Волчин
- Община Ключборк

Селска община:
- Община Велке Лясовице

## Галерия
- Бичина
- Ключборк
- Волчин